# Brachyelytrum erectum
Brachyelytrum erectum är en gräsart som först beskrevs av Johann Christian Daniel von Schreber, och fick sitt nu gällande namn av Ambroise Marie François Joseph Palisot de Beauvois. Brachyelytrum erectum ingår i släktet Brachyelytrum och familjen gräs. Inga underarter finns listade i Catalogue of Life.